# اسماعیل‌آباد (خاش)
اسماعیل‌آباد، شهری در بخش مرکزی شهرستان خاش در استان سیستان و بلوچستان ایران است.
این روستا در تاریخ ۱۳ آذر ۱۳۹۸ به شهر ارتقا یافت.

## جمعیت
بر پایه سرشماری عمومی نفوس و مسکن در سال ۱۳۹۵، جمعیت شهر اسماعیل‌آباد برابر با ۴٬۸۶۸ نفر (۱٬۱۹۳ خانوار) بوده‌است.